# 黛安·范士丹
黛安·戈德曼·伯曼·范斯坦（英語：Dianne Goldman Berman Feinstein，1933年6月22日—2023年9月29日），美國民主黨籍政治人物。曾任加州資深聯邦參議員，她自1992年起一直擔任该職，直到去世。此前她是舊金山首任女市長，任期由1978年12月至1988年1月。
范斯坦於2023年9月29日去世，享壽90歲。

## 早年生涯
黛安·范斯坦在舊金山出生時的姓名是黛安·艾米尔·戈德曼，父親是里昂·戈德曼，母親是貝蒂·羅森伯格·戈德曼。她有兩名姊妹—莉妮·甘迺迪和以旺·班克。她的猶太裔父親是全國知名的外科醫生，加利福尼亞大學醫學中心曾授與其終身醫師的榮譽職位。她父親在1975年時去世。她在1955年從斯坦福大學取得了文學士學位。
在1956年她與一名同在舊金山地方檢察官辦公室工作的同事傑克·伯曼（Jack Berman）結婚，在三年後離婚。他們在1957年生下的女兒—凱瑟琳·范斯坦·馬利安諾，也是舊金山的高等法院法官。傑克·伯曼後來成為了法官，他在2002年去世。
在1962年，就在范斯坦踏入政界後不久，她與一名神經外科醫生伯特兰·范斯坦結婚，伯特兰因為惡性結腸癌而在1978年去世。在1980年她與一名投資銀行家理查·布藍（Richard C. Blum）結婚。
范斯坦的丈夫理查·布藍與中國有非常密切的商業往來，她在中國議題上的親中派立場也因此受到外界質疑。也因此范斯坦在公務員的財產申報明細（页面存档备份，存于）裡列出了有如電話簿一般大小的財務收支記載，試圖劃清她與丈夫之間的財務關係。許多她的財產都是處於保密信託的形式。
范斯坦在2003年被列為第五富有的參議員，名下財產將近$2600萬美元。到了2005年她的財產已經遽增至$4300萬至$9900萬元之間了。

## 早年政治生涯
在被選為參議員之前，她曾經被當時加州的州長派特·布朗指派為加利福尼亞州的婦女假釋委員會成員。
在1969年范斯坦當選為舊金山市監事，她一直擔任這個職位九年，同時也是第一個擔任這個職位的女性。
在擔任市監事期間，她曾經於1971年競選舊金山市長但並沒有成功。在1975年她再次競選，對抗當時在任市長喬治·莫斯科尼（George Moscone），但在投票中被以百分之一的票數差距擊敗。

### 舊金山市長
在1978年11月，舊金山的市長喬治·莫斯科尼以及市參事哈維·米爾克（Harvey Milk）遭到剛辭去職位的另一名市參事、也是兩人政敵的丹·懷特（Dan White）刺殺。在全市受案子震驚之餘，范斯坦向公眾宣布道：「身為市參事會的議長，我有責任作出以下宣布：市長喬治·莫斯科尼和市參事哈威·米爾克皆已被槍擊並殺害了。」身為市監事會議的議長，范斯坦自動在12月4日繼任為舊金山市市長。她繼續擔任這個職位直到1979年，並且又當選連任至1983年。1984年時的民主黨全國代表大會選在舊金山舉行，當時許多媒體和人士推測民主黨的總統候選人沃尔特·蒙代尔會挑選她作為競選搭檔，不過這最後並沒有成真。
同樣是在1984年，她提議一項法案要禁止舊金山的所有槍枝，結果引起了罷免她的聲浪。罷免提議最後並沒有成功，她繼續擔任第二屆的市長任期一直到1988年1月8日為止。
在1985年的一次媒體記者會上，范斯坦曝光了大量當時還在逃的連續殺人魔Richard Ramírez的警方調查檔案，包括在記者會上實際展示證據，結果激怒了警方調查人員。警方的辦案進度也因此必須捲土重來，使得Ramírez有機會逃離舊金山，改前往洛杉磯區域犯下更多的殺人案件。
在1987年，City and State雜誌將范斯坦列為全國「最有效率的市長」。
在1984年為了紀念哈威·米爾克遇刺而拍攝的紀錄片The Times of Harvey Milk裡，范斯坦也扮演了客串演出的角色。

### 州長選舉
在1990年范斯坦競選加利福尼亞州州長但沒有成功，輸給了共和黨的候選人皮特·威尔逊（Pete Wilson），威爾遜為了擔任州長也因此離開了他的參議員職位。這次選舉也對范斯坦的紀錄留下一個汙點：她因為沒有確實申報選舉中的獻金和開支而被罰款了$190,000元。

## 參議員

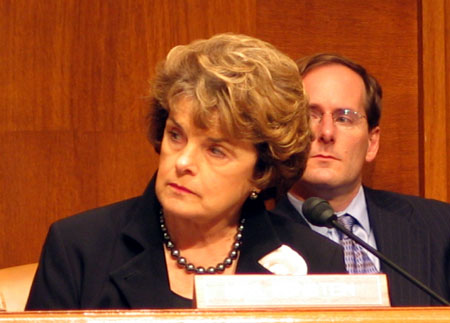
范斯坦在司法委員會的一場聽證會上聆聽證詞。

當威爾遜成為州長後，他原本的聯邦參議員職位也因此空出。范斯坦在1992年贏得了補選，成功當選代表加州的聯邦參議員。她接著在1994年、2000年、和2006年三次選舉中都成功當選連任。在2006年的連任選舉中，范斯坦也輕易的擊敗對手當選連任。
在參議院裡，范斯坦是參議院撥款委員會、議事規則委員會、特別情報委員會、司法委員會、能源及自然資源委員會的成員，並且是參議院司法委員會的國土安全及政府事務小組委員會成員。
她同時也是美國外交關係協會（Council on Foreign Relations）智囊團的成員。

## 晚年及辭世
在2020年選舉過後民主黨即將成為參議院多數黨之際，范士丹由於健康不佳辭去了參院司法委員會資深議員的職位。進入2023年後，范士丹表示自己無意出任臨時議長一職，儘管根據她身為參院多數黨最資深議員的資歷，這一職務依循慣例本應非她莫屬，但因她婉拒之故，遂由同黨第二資深的參議員派蒂·莫瑞接任臨時議長一職。
2023年2月，范士丹表示無意在下屆選舉角逐第六個參院任期，此話說出幾個星期後，她就因為患有帶狀皰疹而不得不離開參院兩個多月。同年9月29日，范士丹辭世，享年90歲。
曾在美國參議院與范士丹共事的美國總統拜登當天隨即聲明，盛讚范士丹是一位歷史性人物、一位婦女界的開路先鋒和一位偉大的朋友。
拜登總統說：「黛安在從國家安全到環保、槍支安全到捍衛民權的每一個議題上都留下自己的印記。我們國家將深情地懷念她，我和吉爾（拜登夫人）也會懷念她。」

## 政治立場
范斯坦經常被認為是參議院裡的中間派，因為她的投票紀錄顯示她常常與共和黨妥協。范斯坦也因此招惹一些左派人士的批評，他們還批評她與商業利益掛勾，因為她支持了大多數的司法訴訟改革案，並且支持了2005年的集體訴訟公平法（Class Action Fairness Act）。她在2001年支持了布什提出的減稅方案，並且在2003年支持了改革健保體制的法案，這兩個法案在民主黨內部都相當不受歡迎。
在2006年發起的一項相當具爭議性的禁止燃燒美國國旗的提案中，范斯坦是民主黨裡的主要發起人，雖然最後法案並沒有成功。（页面存档备份，存于）
范斯坦也支持了约翰·麦凯恩所提出的競選募款改革法案。
一些民主黨支持者則批評范斯坦並不是「真的」民主黨人，但一些人則指出范斯坦在其他議題上的傳統民主黨立場：她投票反對了北美自由貿易協議、中美洲自由貿易協議（CAFTA）、拒絕承認同性婚姻的婚姻保護法案（雖然她本人仍認為婚姻是男女之間的結合）、校園禱告權利法案、福利改革、以及2005年的破產權利改革法。
范斯坦也對右派作出過大量的批評。另外她也是墮胎權利的支持者，這使她被許多反墮胎團體所敵視。

### 外交政策
范斯坦最初曾投票支持發動伊拉克戰爭的「伊拉克解決方案」，她後來宣稱她被布什總統提出的開戰理由所誤導了。不過，聯合國特別委員會的前成員史考特·瑞特指稱范斯坦在2002年夏季時便已向他坦承布希政府事實上並沒有伊拉克擁有大規模毀滅性武器的證據。PublicIntegrity.org網站還暴料指出范斯坦的丈夫理查·布藍所擁有的一間公司Perini透過阿富汗戰爭所帶來的契約而賺進了數百萬元。除此之外，一些人也批評范斯坦在政治上大力支持中國政府的立場是因為她丈夫與中國的廣泛商業投資而造成的。

### 愛國法
范斯坦是最初協同發起延期《美國愛國法》（USA PATRIOT Act）的幾位民主黨人之一。她在2005年12月說：「我相信愛國法是保護美國人民所不可或缺的。」（页面存档备份，存于）

#### 大规模监控与加密技术
范斯坦是2011年5月12日保护知识产权法案的联合发起者之一。2012年1月，范斯坦与科技公司代表进行了会面，包括Google、Facebook在内。根据一位发言人的说法，范斯坦“尽最大努力确保本法案的平衡，在保护知识产权的同时，不对合法的互联网公司，如搜索引擎造成不公平的负担”。
在2013年全球大规模监控披露后，范斯坦试图采取措施，让美国国家安全局（NSA）的监控行动得以继续实施。《外交政策》杂志写道，她一直以一名NSA支持者的形象出现。2013年10月，她批评了NSA对友国领导人的电话监控行为。2013年11月，她支持了《FISA改进法案》的立法，而该法案中包括了一个“后门搜查条款”，允许情报机构在“具有记录”以及“允许多个机构审核”的情况下，继续进行无证搜查活动。
2013年6月，在爱德华·斯诺登披露了美国政府的行为后，范斯坦将斯诺登视作“叛徒”；同年10年，她再次表示她支持那些将斯诺登视作叛徒的评论。
虽然范斯坦非常支持NSA，但是她却谴责了CIA监控国会议员电脑和从中删除文件的做法，称CIA完全没有征求委员会或其职员的意见就直接行动且搜查委员会的电脑。她声称“CIA的搜查可能已经违反了美国宪法中权力分立的基本原则”。
2016年，FBI与苹果公司就加密技术发生了争端，范斯坦联合理查·波尔提出了一项法案，试图让将一切强加密技术成为犯罪。 该法案要求科技公司对其加密技术进行设计，在有法院命令的情况下，给执法机构提供一份“可读”的用户数据。

### 移民
范斯坦與其他人發起並且支持了延伸H-1B簽證計畫的法案。

### 死刑
范斯坦是死刑的支持者。

### 槍械管制
擁護槍械權利的團體經常批評范斯坦，認為她提議的槍械管制是違憲的。居住在舊金山的范斯坦私底下其實擁有合法攜帶槍械的執照—這在當地是非常難申請的，這張執照還是在她擔任舊金山市長期間取得的，許多人也因此批評她立場偽善。
在1993年范斯坦與紐約州眾議員舒默一同提案要禁止許多種類的半自動射擊槍械、並且限制那些可以被用作「攻擊武器」的彈藥的銷售，這個禁令在1994年被通過了。在2004年當這則禁令即將過期時，范斯坦再度提議要延期這則禁令長達十年，禁令的延期最後也被通過了。不過禁令在2005年又被重審，儘管范斯坦大力反對，最後對攻擊性武器的禁令延期並沒有通過。

### 智慧財產權
在科技業以及智慧財產權的議題上，范斯坦一直支持好萊塢以及娛樂產業。她也支持了規定在電視頻道裡加裝broadcast flag保護信號的提案。在2006年她支持了版權所有人保護法案（PERFORM Act），這個法案要求所有衛星、電視纜線、以及網路電台都必須向他們所播放的音樂的所有人支付版權費用。除此之外這個法案還要求使用其他科技手段來避免版權侵犯，雖然一般的廣播電台並不受影響。范斯坦對於娛樂產業版權的支持和對於合理使用權利的不斷攻擊也使她遭受自由版權支持者的批評。

### 间谍司机
美国Politico杂志在一篇关于在美外国间谍的文章中提到，范斯坦以前的一名华人司机被联邦调查局发现是中国间谍，传送了有关当地政治的情报。范斯坦对此传闻不承认也不否认。

## 延伸閱讀
- Background and collected news at The Washington Post
- 美國國會國家人物傳記大辭典中的傳記
- 由華盛頓郵報維護的投票記錄
- 智慧投票计划中的傳記、投票紀錄及利益集團評級
- Congressional profile at GovTrack
- Congressional profile at OpenCongress
- Issue positions and quotes at On the Issues
- Financial information at OpenSecrets.org
- Staff salaries, trips and personal finance at LegiStorm.com
- 聯邦選舉委員會中的競選財務報告和數據
- Appearances on C-SPAN programs
- 查理·羅斯訪談錄上的出場
- 網路電影資料庫上的亮相頁面
- Collected news and commentary at The New York Times
- Collected news and commentary at The Wall Street Journal
- Works by or about 黛安·范士丹 in libraries (WorldCat catalog)
- Profile at Ballotpedia

## 外部連結
- 黛安·范斯坦參議院網站（页面存档备份，存于）
- 黛安·范斯坦參議員競選網站
- 中的“黛安·范士丹”
- 黛安·范斯坦在競選中接獲的募款資金
- Political Skeletons, Cut and Pasted （页面存档备份，存于） 紐約時報對於黛安·范斯坦的員工企圖竄改其英文維基百科傳記的評論
- 「黛安·范斯坦的前員工編輯維基百科的傳記」（页面存档备份，存于）
- 黛安·范斯坦的投票紀錄
- 黛安·范斯坦的議題立場（页面存档备份，存于）
- 黛安·范斯坦與中國
- 華盛頓郵報記載的投票紀錄

| 美国政治职务               | 美国政治职务                                                                                             | 美国政治职务           |
| -------------------------- | --- | ---------------------- |
| 前任者： 乔治·莫斯科尼     | 三藩市市長 1978年－1988年                                                                                | 繼任者： 阿特·阿格諾斯 |
| 政党职务                   | |                        |
| 前任者： 湯姆·布拉德利     | 加利福尼亞州州長民主黨被提名人 1990年                                                                    | 繼任者： 凱思琳·布朗   |
| 前任者： 利奧·麥卡錫       | 美國參議員加利福尼亞州民主黨被提名人 （第2類） 1992年、1994年、2000年、 2006年、2012年、2018年           | 最新的                 |
| 美国参议院                 | |                        |
| 前任者： 約翰·西摩         | 加利福尼亞州第2類參議員 1992年－2023年 與艾倫·克蘭斯頓、芭芭拉·柏克瑟、賀錦麗、亚历克斯·帕迪利亚同時在任 | 繼任者： 待定          |
| 前任者： 弗恩·埃勒斯       | 圖書館聯合委員會主席 2007年－2009年                                                                      | 繼任者： 鮑伯·布雷迪   |
| 前任者： 特倫特·洛特       | 參議院章程委員會主席 2007年－2009年                                                                      | 繼任者： 查克·舒默     |
| 前任者： 特倫特·洛特       | 就職典禮聯合委員會主席 2008年－2009年                                                                    | 繼任者： 查克·舒默     |
| 前任者： 傑伊·洛克斐勒     | 參議院情報委員會主席 2009年－2015年                                                                      | 繼任者： 理查·波爾     |
| 前任者： 乔·拜登           | 參議院禁毒黨團主席 2009年－2015年                                                                        | 繼任者： 查克·葛雷斯利 |
| 前任者： 薩克斯比·錢布利斯 | 參議院情報委員會副主席 2015年－2017年                                                                    | 繼任者： 马克·沃纳     |
| 前任者： 查克·葛雷斯利     | 參議院禁毒黨團副主席 2015年－2021年                                                                      | 繼任者： 約翰·康寧     |
| 前任者： 派屈克·萊希       | 參議院司法委員會副主席 2017年－2021年                                                                    | 繼任者： 查克·葛雷斯利 |